# 연속체
연속체(連續體, continuum)란 원자 단위로 구성된 물질의 미시적인 불균일성을 무시하고, 물체를 더 작은 단위로 무한하게 나누어도 그 각각의 요소가 전체로서의 특성을 그대로 유지한다고 가정하는 것이다. 물체내에서 물리적 성질(속도, 온도, 밀도, 압력 등)이 균일하게 분포되어 있고, 공간의 모든 점에서 특정한 값을 같는다.
연속체에서는, 물체 내에 물질이 균일하게 분포되어 있고, 물체가 차지한 공간을 완전히 꽉 채우고 있으며, 따라서 에너지나 운동량 등의 물리량들이 극소 극한에서도 그대로 유지된다고 가정한다. 따라서 연속체 역학에서는 문제를 푸는 데에 미분 방정식을 사용할 수 있다.
이러한 미분 방정식 중 어떤 것은 대상 물질에 따라 다르지만, 어떤 것은 기본적인 물리 법칙을 나타내는 것들도 있다. 질량 보존, 운동량 보존 및 에너지 보존 방정식은 후자의 예이다.
유체에서는 연속체 가정이 얼마만큼이나 성립되는지를 평가하는 방법으로 크뉴센 수가 사용된다.

## 같이 보기
- 연속체 역학
- 다체
- 강체